# Dê núi sừng ngắn Himalaya
Dê núi sừng ngắn Himalaya (Hemitragus jemlahicus) là một loài động vật có vú trong họ Bovidae, bộ Artiodactyla. Loài này được C. H. Smith mô tả năm 1826.

## Phân loại
Trước đây, chi Hemitragus được xem là gồm có 3 loài. Tuy nhiên về sau các loài Hemitragus hylocrius được chuyển thành Nilgiritragus hylocrius và Hemitragus jayakari chuyển thành Arabitragus jayakari, thì chi này chỉ còn mỗi loài Hemitragus jemlahicus.

## Hình ảnh

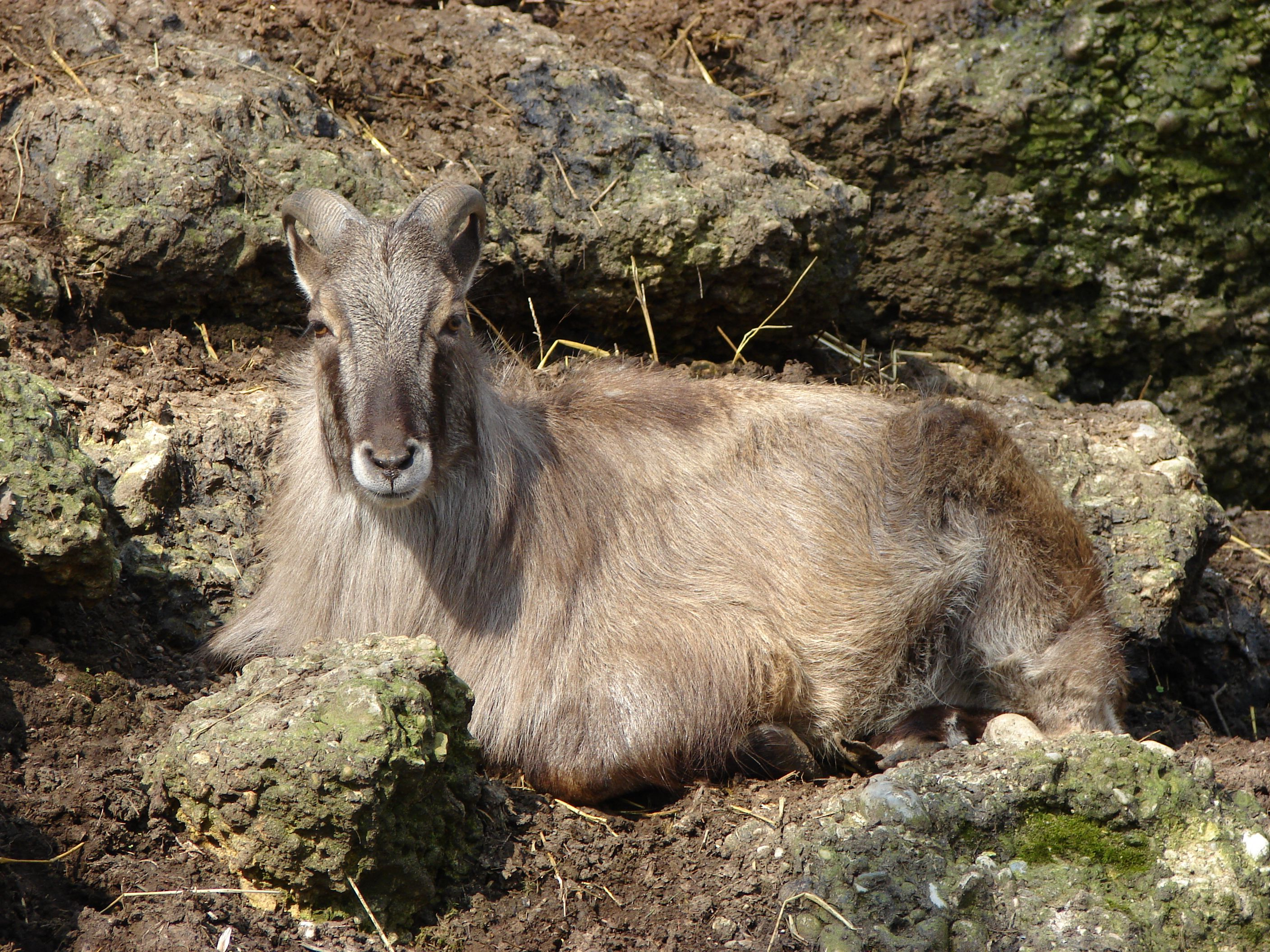
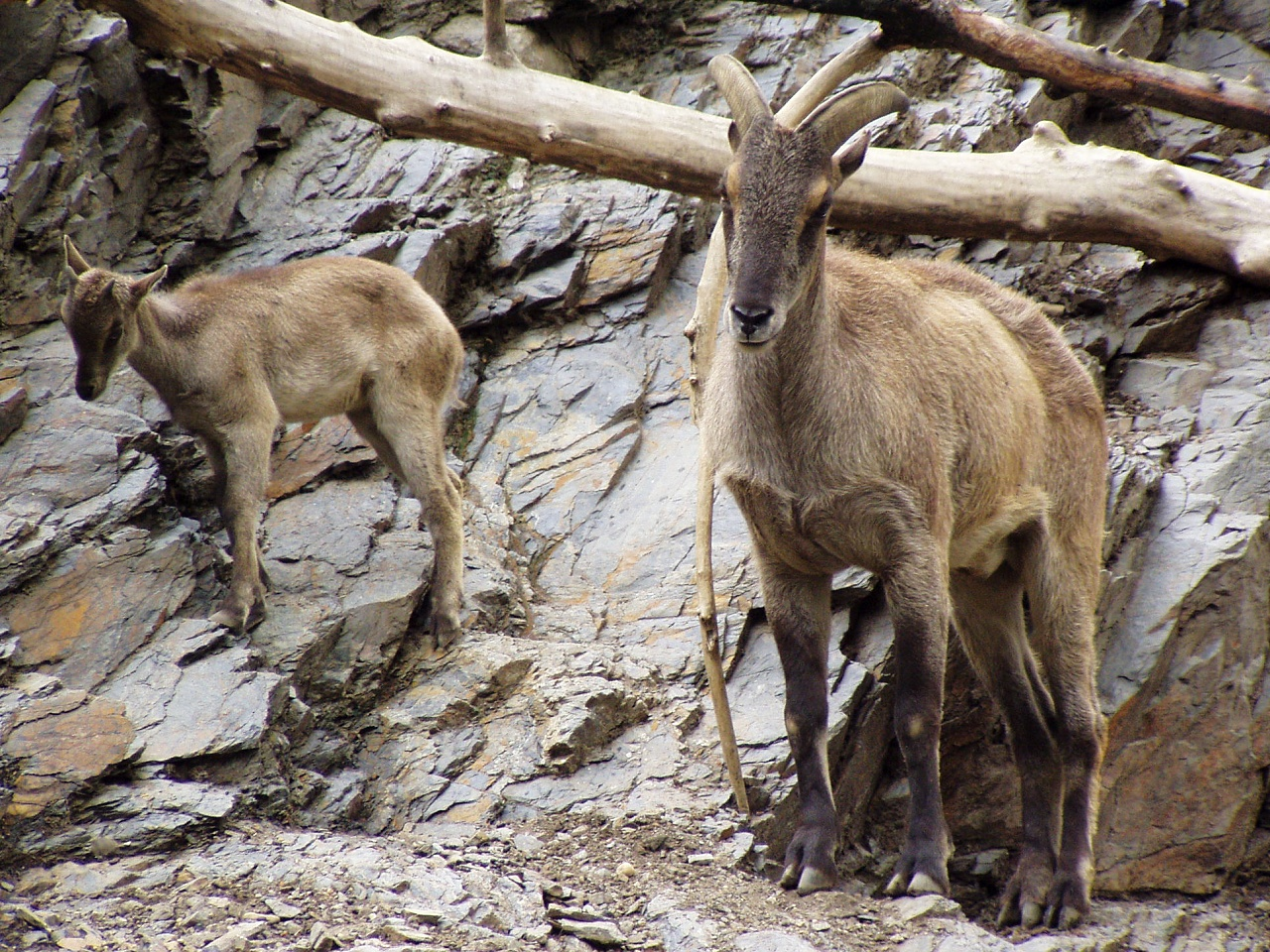
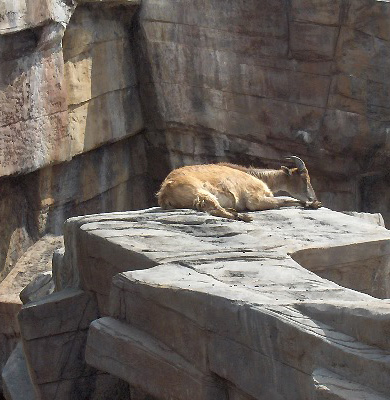
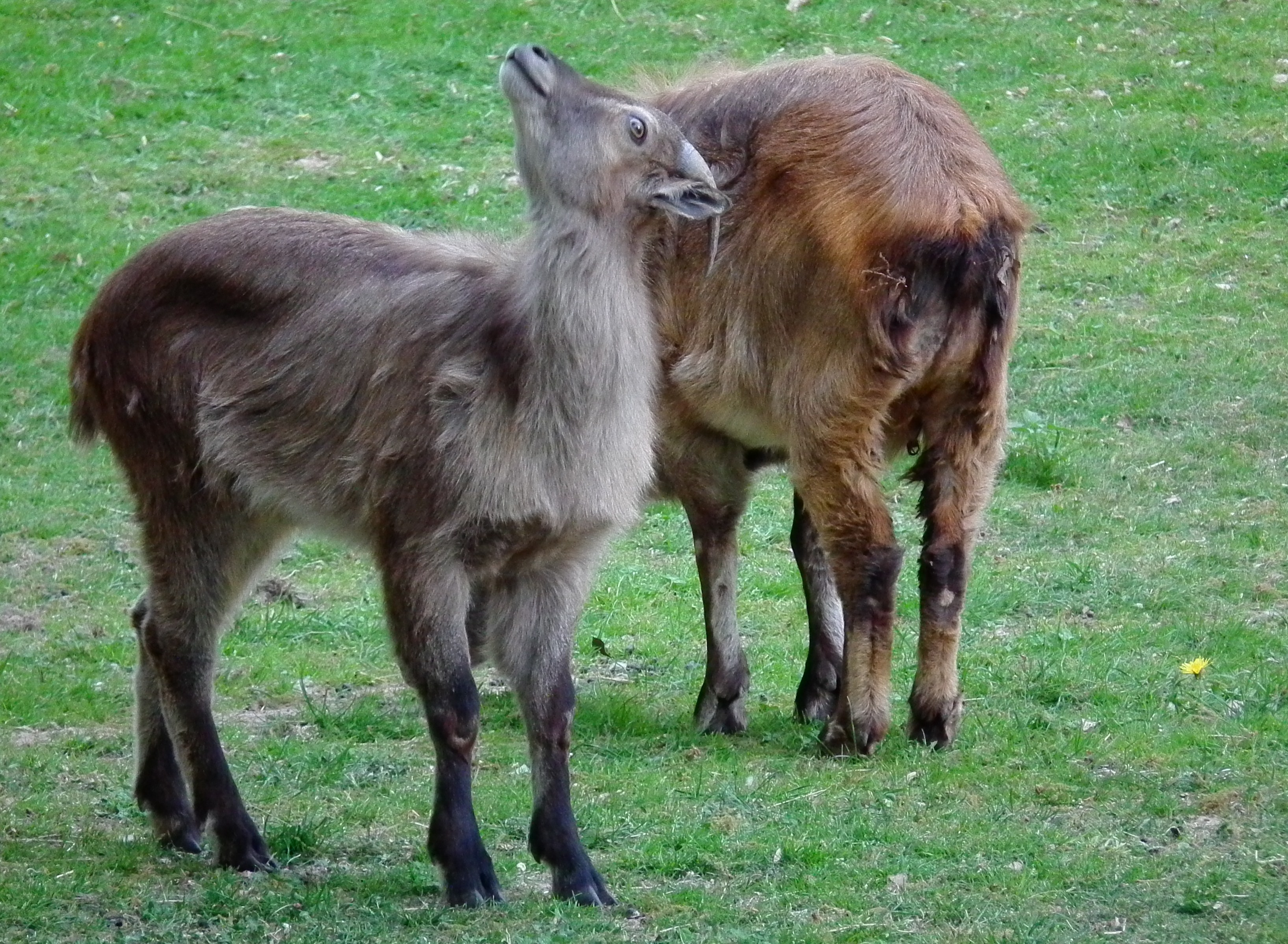